# 産業新聞社
株式会社産業新聞社（さんぎょうしんぶんしゃ）は、鉄鋼・非鉄金属業界の専門紙「日刊産業新聞」の発行を行う企業である。

## 本社
東京本社
東京都中央区新川一丁目16-14 アクロス新川ビルアネックス７階
大阪本社
大阪府大阪市西区阿波座一丁目3-15 JEI 西本町ビル5階

## 支社支局
中部支社
名古屋市中区上前津一丁目4-12 上前津ファーストビル
中国支社
広島市南区大須賀町14-12 第1ビル
北海道支局
札幌市北区北7条西4丁目8-3 北口ヨシヤビル
福岡支局
福岡市博多区博多駅前3-23-22　シティ22ビル
東北支局
仙台市青葉区大町一丁目1-8 第3青葉ビル5階
北信越支局
新潟市中央区万代四丁目２番２３号　オフィス万代
アジア総局・上海支局
中華人民共和国上海市楼山関路85号 東方国際大厦Ｃ座1604室

## 定期刊行物
- 日刊産業新聞（鉄鋼・非鉄金属業界の専門紙、月曜～金曜発行、祝日・年末年始を除く）
- Japan Metal Bulletin（日刊産業新聞の英語WEB版）
- 日刊産業新聞海外向けPC版
- 日刊産業新聞スマートフォン版
- 日刊産業新聞メール速報
- 非鉄相場配信サービス / モーニングコール
- 鉄鋼重量便覧

## 沿革
- 1936年（昭和11年）2月26日 - 2.26事件の当日創業、週2回の「鉄鋼金物新聞」を発行、日本での専門紙の草分けとなる
- 1937年（昭和12年）2月 - 題字を「鉄鋼新聞」に改題、社名も鉄鋼新聞社に変更
- 1941年（昭和16年）5月 - 新聞統制令により日本工業新聞（現産経新聞）と中外商業新報(現日本経済新聞)に吸収合併され一時休刊
- 1947年（昭和22年）12月 - 復刊第一号発行
- 1948年（昭和24年）11月 - 「産業新聞社」(資本金30万円)設立、社名を変更、題字も「鉄鋼新聞」から「産業新聞」に改題
- 1949年（昭和24年）12月 - 「産業新聞」の速報版として「日刊金属特報」発刊
- 1950年（昭和25年）5月 - 「日刊油脂特報」発刊
- 1950年（昭和25年）11月 - 「日刊繊維特報」発刊
- 1951年（昭和26年）9月 - 「日刊化学特報」発刊
- 1953年（昭和28年）3月 - 英字新聞「ジャパン・メタル・ブリテン」発行
- 1955年(昭和30年) 2月 - 資本金480万円に増資
- 1958年（昭和33年）6月 - 専門紙業界初の高速輪転機導入
- 1962年（昭和37年）4月 - 専門紙業界初のTELFAXを使った非鉄FAXニュース（現モーニングコール）の提供開始
- 1968年（昭和43年）2月 - 資本金を1920万円に増資
- 1968年（昭和43年）3月 - 専門紙業界初の海外支局（ニーヨーク支局）開設
- 1968年（昭和43年）6月 - 「日刊商品投資特報」発刊
- 1977年（昭和52年）2月 - 資本金3840万円に倍額増資
- 1977年（昭和52年）10月 - 「日刊金属特報」をレターサイズからタブロイド版24頁建てに変更
- 1981年（昭和56年）6月 - 東京、大阪での東西両印刷態勢確立
- 1984年（昭和59年）2月 - 新聞業界初のワープロによる記事入力開始
- 1986年（昭和61年）2月 - 創刊50周年
- 1987年（昭和62年）3月 - 新聞製作をCTS化、ホットタイプ（鉛活字）時代の終了
- 1987年（昭和62年）11月 - 「日刊金属特報」をブランケット版10頁建てに変更（後12頁建てに）
- 1994年(平成6年) 4月 - 「日刊金属特報」を「産業新聞」へ改題
- 1996年（平成8年）4月 - 創刊60周年
- 1997年（平成9年）9月 - ホームページ開設、インターネット事業開始
- 2000年（平成12年）4月 - 画面編集機による新聞製作システム「SSスーパーシステム」を住友金属工業と共同開発、運用開始
- 2000年（平成12年）11月 - 大阪本社を現住所に移転、社内LAN構築
- 2000年（平成12年）12月 - 東京一極印刷(日刊スポーツ)に移行
- 2001年（平成13年）1月 - 阪和興業（hanwa．Com）へ記事情報提供開始
- 2001年（平成13年）8月 - インターネット事業部をメディア事業局に格上げ
- 2003年(平成15年) 6月 - 大阪印刷を第一印刷で再開
- 2004年（平成16年）6月 - 大阪印刷を読売新聞大阪本社に委託。大手一般紙本社での印刷は専門紙業界で初めて
- 2005年（平成17年）6月 - 読売新聞東京本社での印刷開始、東西読売新聞本社での印刷・配送体制の一元化完了
- 2005年（平成17年）7月 - 日経テレコンへ記事情報提供開始。リサイクル新聞社解散
- 2006年（平成18年）2月 - 創刊70周年、「中期3か年計画」スタート
- 2006年（平成18年）10月 - 全社ネットワーク（インターネットVPN）構築、グループウェア導入
- 2007年（平成19年）1月 - NewsWatchへ記事情報提供開始
- 2007年（平成19年）4月 - Gサーチへ記事情報提供開始
- 2008年（平成20年）12月 - Yahoo！オンビジネス（Yahoo! JAPAN）へ記事情報提供開始
- 2009年（平成21年）1月 - 「中期5ヵ年計画」スタート
- 2009年（平成21年）2月 - ダウ・ジョーンズへ記事情報提供開始
- 2010年（平成22年）5月 - 新聞製作システムを刷新、新システム「メガリス」を導入
- 2010年（平成22年）6月 - 産業新聞の「iPhone」版発行
- 2011年(平成23年) 2月 - 大阪投資育成(株)への第三者割当増資を実施、資本金を5380万円に増資。
- 2011年(平成23年) 3月 - 産業新聞海外向け電子新聞発行
- 2011年(平成23年) 9月 - 商品投資特報電子新聞発行
- 2011年(平成23年) 10月 - 繊維専門紙「繊維ニュース」の制作受託業務開始
- 2012年(平成24年) 4月 - 上海支局開設
- 2013年(平成25年) 4月 -  東京本社を現在地に移転、商品事業廃止
- 2014年(平成26年) 1月 - 「新中期5ヵ年計画」スタート
- 2015年(平成27年) 6月 - 新聞製作システムを刷新、「Edianwing」(キヤノンITソリューションズ社製)最新版を導入
- 2016年(平成28年) 2月 - 創刊80周年